# Berg (livländsk ätt)
Berg är en livländsk adlig ätt.
Generalguvernören, generalen av infanteriet, sedermera generalfältmarskalken Friedrich Wilhelm Rembert von Berg, av livländsk adlig ätt av medeltida ursprung, upphöjdes 7.9.1856 till greve och introducerades jämte sina adopterade brorsöner 8.10.1857 under nr 11 i Finlands Riddarhus. Namnet uttalas 'berk'.